# استیو ویلیامز (قایقران روئینگ)
استیو ویلیامز (انگلیسی: Steve Williams; ۱۵ آوریل ۱۹۷۶ – ) قایقران روئینگ اهل بریتانیا بود.
وی در مسابقات کشوری و بین‌المللی در مجموع برندهٔ ۶ مدال طلا، ۲ مدال نقره شده‌است.